# Глоренца
Глоренца, Ґлоренца (італ. Glorenza) — муніципалітет в Італії, у регіоні Трентіно-Альто-Адідже,  провінція Больцано.
Глоренца розташована на відстані близько 560 км на північ від Рима, 80 км на північний захід від Тренто, 65 км на захід від Больцано.
Населення — 894 особи (2014).

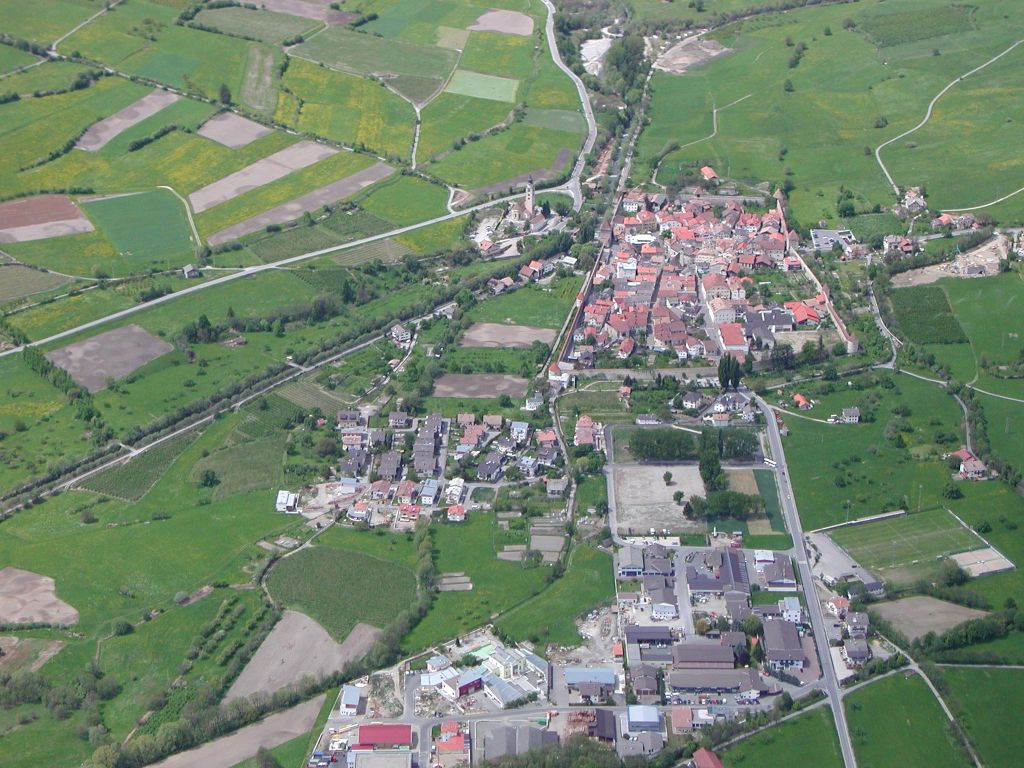

Щорічний фестиваль відбувається 12 травня. Покровитель — San Pancrazio martire.

## Демографія
Населення за роками:

Станом на 1 січня 2023 року в муніципалітеті офіційно проживало 59 іноземців з 19 країн, серед них 25 громадян країн Євросоюзу.

## Сусідні муніципалітети
- Маллес-Веноста
- Прато-алло-Стельвіо
- Злудерно
- Тубре